# تيم دكورث (لاعب كرة قدم أمريكية)
تيم دكورث (بالإنجليزية: Tim Duckworth)‏ هو لاعب كرة قدم أمريكية أمريكي، ولد في 14 سبتمبر 1982 في تايلورزفيل في الولايات المتحدة.

## وصلات خارجية
- تيم دكورث على موقع مرجع كرة القدم المحترفة.كوم (الإنجليزية)